# Luuka Jones
Luuka Jones (n. 18 octombrie 1988, Tauranga⁠(d), Noua Zeelandă) este o caiacistă ce a reprezentat Noua Zeelandă, medaliată olimpică. A participat la 5 ediții ale Jocurilor Olimpice (2008, 2012, 2016, 2020, 2024) în care a câștigat o medalie de argint.